# コンビニ人間
『コンビニ人間』（コンビニにんげん）は、村田沙耶香による日本の小説作品。『文學界』2016年6月号に掲載、文藝春秋より2016年7月27日に刊行された。第155回（2016年）芥川龍之介賞受賞作。また、2018年9月4日には文庫版が刊行された。
担当編集者は又吉直樹『火花』と同じ浅井茉莉子。装画は現代美術家・金氏徹平の作品『Tower』を使用している。
NHK-FM「FMシアター」にて2019年にラジオドラマ化された。
36歳未婚、彼氏なしでコンビニエンスストアのアルバイト歴18年目の主人公の生き方を通じて「普通」とは何かを問う。

## 執筆背景
作者は三島由紀夫賞を筆頭とする幾つかの賞を受賞した作家でありながらコンビニエンスストアで週3回働いており、その経験を活かしたコンビニを舞台にした作品である。受賞後の勤務継続については店長と相談すると述べている。

## あらすじ
主人公"古倉恵子"は、三十代半ばであるにもかかわらず、正規の就職をせずに大学時代に始めたコンビニのアルバイトを続けていた。
古倉は子供の頃から変わり者で人間関係は希薄、恋愛経験も皆無だったが、「コンビニで出会う人間の真似」をしたり、妹の助言を聞くことで、大学生になってようやく普通の人間らしく振る舞う方法を身につけた。これまで世間一般の人間の規格から外れていた彼女にとって、これは「初めて私が人間として誕生した瞬間」であった。
古倉は私生活のほとんどを「コンビニでの仕事を円滑に行うため」という基準に従って過ごしつつ、なんとか常人を演じ続けてきた。しかし自身の加齢と、それによる新たな世代の人間からの干渉が増えたことにより、そのような生き方は徐々に限界に達しつつあった。
そんな時、古倉は元バイト仲間の白羽という男と再会する。白羽は、就労の動機を婚活だとうそぶき、常連の女性客にストーカーまがいの行為を働いて店を解雇された過去を持っている。
再会した白羽の半ば一方的な頼みにより、二人は奇妙な同居生活を始めることになる。周囲の者達はその状況を勝手に「同棲」と解釈し、古倉を囃し立てる。古倉は若干の戸惑いを感じるも、冷静にそんな彼らを観察し、白羽との関係を「便利なもの」と判断する。
やがて古倉は白羽の要求によりコンビニを辞めて就活を始めることになる。しかし、面接に向かう途中でたまたま立ち寄ったコンビニで、自身の経験から図らずも店の窮地を救った彼女は、コンビニ店員こそが自分の唯一の生きる道であることを強く再認識し、就職との天秤にかけていた白羽との関係を解消してコンビニに復職することを心に誓う。そしてコンビニで働くということに使命を感じるのであった。

## 評価

### 芥川賞選考委員による評価
村上以外は全て『文藝春秋』2016年9月号の選評ページを出典とする。
山田詠美は、「コンビニという小さな世界を題材にしながら、小説の面白さの全てが詰まっている。十年以上選考委員を務めてきて、候補作を読んで笑ったのは初めてだった」と評価した。
村上龍は、「この十年、現代をここまで描いた受賞作は無い」と評価した。
島田雅彦だけが、「テーマやコンセプトやタイトルやキャラだけで成立していて、言葉のオーラも心理描写も無い。風俗小説としてのリアリティはあるが、同業者（他の作家たち）によって乗り越えられるべき、能天気なディストピア像である」と、選者中で唯一ネガティブな評価をした。
髙樹のぶ子は、崔実の『ジニのパズル』のみを強く推す一文を選評に載せ、本作を含む他作品に全く言及しなかった。
残りの選考委員たちは、ほぼ本作に肯定的であった。

### 芥川賞選考委員以外の評価
作家で比較文学者の小谷野敦は、本作のように面白い作品が芥川賞を受賞することは稀であり、同賞の歴代受賞作品でもトップクラスの面白さだと評した。

## 反響

### 単行本の売上
本書は2016年7月末に単行本として刊行直後より芥川賞受賞作の中で又吉直樹『火花』に次ぐ爆発的な売れ行きを示し、8月上旬に5刷30万部、11月中旬に10刷50万部を突破した。その後世界各国にて翻訳され、2020年9月時点で全世界累計発行部数は100万部を突破している。

## 翻訳
2017年秋に独立系出版社のGlobe Atlanticが英語での版権を獲得し、竹森ジニー（Ginny Tapley Takemori）の英訳により2018年にアメリカとイギリスで出版された ほか、約30の言語に翻訳されている。英語訳の“Convenience Store Woman”は、米国ザ・ニューヨーカー誌のベストブックス2018の1冊に選ばれた。

## 書誌情報
単行本
- 村田沙耶香 『コンビニ人間』 文藝春秋、2016年7月27日発売[13]、ISBN 978-4-16-390618-8

文庫版
- 村田沙耶香 『コンビニ人間』 文春文庫、2018年9月4日発売[14]、ISBN 978-4-16-791130-0

## ラジオドラマ
NHK-FM放送「FMシアター」にてラジオドラマ化され、2019年11月30日の22時から22時50分に放送された。

### キャスト
- 古倉恵子 - 栗山千明[16]
- 白羽 - 鈴木浩介
- 岩井堂聖子
- 山賀教弘
- 和田光沙
- 梶原ひかり
- 野上絵理
- 栗山絵美
- 福田賢二
- 新上貴美

### スタッフ
- 原作 - 村田沙耶香
- 脚色 - 入山さと子
- 音楽 - サキタハヂメ
- 演出 - 小島史敬
- 技術 - 増子留偉
- 音響効果 - 林幸夫